# Giancarlo Castro D'addona
Giancarlo Castro D'Addona (Barquisimeto, Venezuela, 8 de agosto de 1980) es un compositor, director y trompetista venezolano-español. Ganador de medalla de oro en los Global Music Awards en San Diego - California (EE. UU.).

## Formación musical
Comienza sus estudios de música y canto a la edad de 8 años en el Conservatorio Vicente Emilio Sojo en la ciudad de Barquisimeto. Durante su carrera, ha sido miembro las agrupaciones más representativas de la Fundación del Estado para el Sistema Nacional de las Orquestas Juveniles e Infantiles de Venezuela (El Sistema) fundado por el maestro José Antonio Abreu, como la Orquesta Sinfónica Simón Bolívar, el Quinteto de Metales Simón Bolívar y el Ensamble de Metales de Venezuela, con las que ha realizado numerosas giras de concierto por países de América, Europa y Asia, obteniendo así diversos reconocimientos que van desde condecoraciones, auspicios y manejos de agencias artísticas internacionales como Askonas Holt (Inglaterra), Kajimoto (Japón), Sony Music Fundation (Japón), y las grabaciones con sellos disqueros como Deutsche Grammophon, EMI Classics y EUROARTS.
Como director, ha participado con diversas orquestas y grupos de cámara como la Orquesta Sinfónica de Lara (Barquisimeto), la Orquesta Big-Band Jazz del Conservatorio Simón Bolívar (Caracas), la Banda Sinfónica Juvenil Simón Bolívar,  la Orquesta Sinfónica Juvenil de Barquisimeto, la Orquesta Sinfónica Juvenil de Chacao (Caracas), la Walking Jazz Band de Manizales (Colombia), la Orquesta Sinfónica Simón Bolívar y la Paris Symphonic Orchestra.

## Carrera como compositor
En 2004 comienza sus estudios de composición con el maestro colombiano Blas Emilio Atehortúa e influenciado por la música latinoamericana, el jazz y el film music escribe sus primeras obras. Ese mismo año culmina su obra  “Grand Fanfare”, la cual fue grabada en la producción “We Got Rhythm” bajo el sello de EMI Classics y en las producciones: “Gran Fanfare”, y  “Mambo! Live From Caracas”, ambas bajo el sello EUROARTS. En 2012 la obra fue grabada por la Banda Sinfónica Juvenil Simón Bolívar de Venezuela bajo el sello GENUIN classics (Alemania). Ese mismo año junto con las obras “Llegada de un Noble Maestro”  y “Walking Faster”,  fueron interpretadas por el Ensamble de Metales Venezuela en el Bergen International Festival (Noruega) y en el Carnegie Hall en New York.
En 2010 se estrena en Finlandia el Concierto para Violín y Cuerdas titulado “Concierto Sureño”, un encargo hecho por el maestro Laurentius Dinca, integrante de la Orquesta Filarmónica de Berlín.
En 2011 escribe la Banda Sonora de la serie web "MALEFICIO" la Primera Serie de Transmisión Web de Venezuela, creada por los hermanos Fabián y Ricardo Caicedo bajo Producciones Taurus.
En 2013 escribe “Rhapsody for Talents”, encargada por el consorcio Francés Buffet Crampon en conmemoración de la fábrica especializada en la manufactura y venta de instrumentos de vientos. Su estreno estuvo a cargo de la Banda Sinfónica Juvenil Simón Bolívar en el Teatro del Châtelet (Paris, Francia) el 7 de julio de 2013.
En 2015, Castro compuso la banda sonora de la película Venezolana "Redención". En noviembre de ese mismo año es invitado por el consorcio Buffet Group para dirigir su obra "Rhapsody for Talents" junto a la Paris Symphonic Orchestra en el Teatro de la Radio de Francia  (Paris, Francia)  en la celebración del 190 aniversario del consorcio convirtiéndose en el primer compositor Venezolano en dirigir su propia obra en este teatro de relevancia internacional.
Giancarlo Castro D’Addona publica sus obras con Editions BIM (Suiza). La sociedad de autores SUISA (Zúrich, Suiza) es la encargada de proteger los derechos de autor de sus obras. De igual manera, es artista de la Fábrica española de Instrumentos de metal STOMVI.

## Composiciones

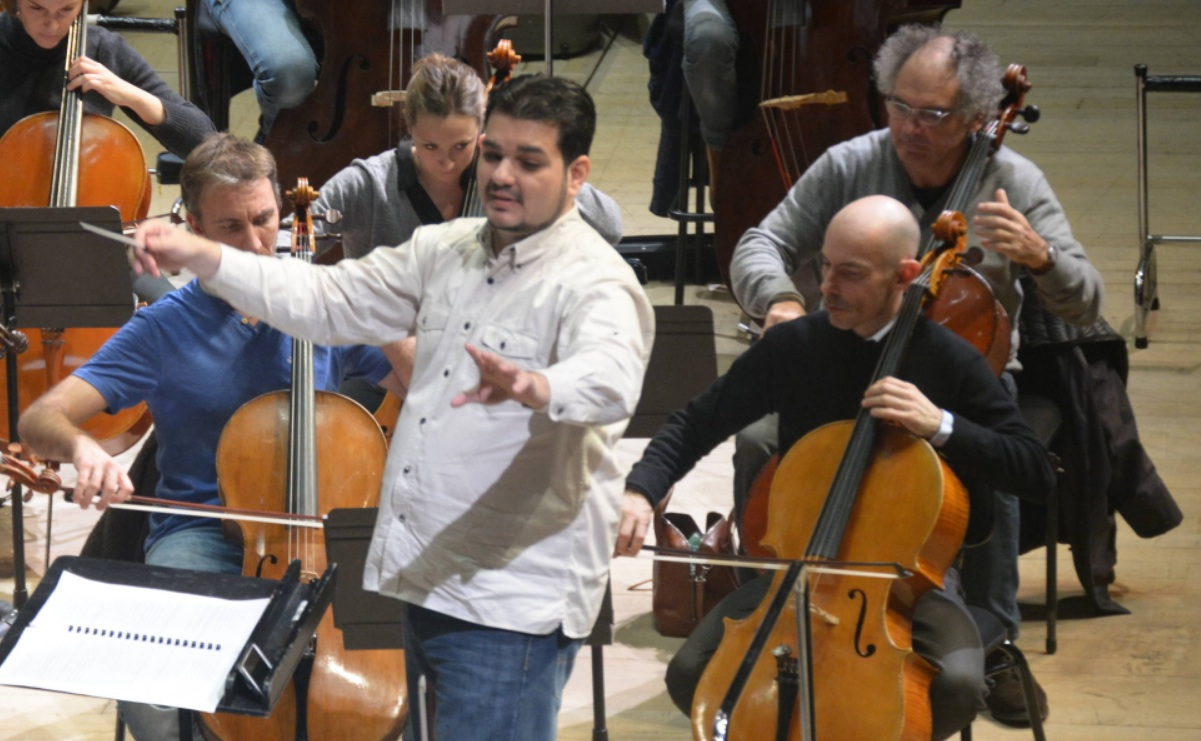
Giancarlo Castro en el Radio France Theatre.

### Obras para Piano
- 5 Preludios para piano Op. 1-5

### Obras para Violin Solo
- Estudio contemporáneo a la Danza Op. 23

### Obras para Ensamble de Cuerdas
- “Concierto Sureño”, para Violin solo y ensamble de cuerdas. Op. 21

### Música de Cámara
- Cuarteto de Trompeta Op. 6
- “Stories of a Legend” para Quinteto de Metales Op. 8
- “Ida y vuelta en Fa” para Cuarteto de Trombones Op. 10
- Besos Clandestinos, para Oboe, piano, bajo y batería. Op. 13
- Swing Sonata, para Trompeta, piano, bajo y batería. Op. 15
- Swing Sonata, para Trombón, piano, bajo y batería. Op. 15a
- Trumpetbone, para Trompeta, trombón bajo, piano, bajo y batería. Op. 16
- Cardenal Pintao, para Clarinete, piano, bajo y batería. (opcional Cuatro y maracas). Op. 17
- Tuna y Cuji, para Violín, piano, bajo y batería. Op. 18
- Mi lugar, para Vibráfono, guitarra y bajo. Op. 20
- Q’Situación, para Ensamble de trombones. Op. 22

### Música para Ensamble de Metales
- Grand Fanfare Op. 7
- “Llegada de un Noble Maestro” Op. 11
- Concierto para Tuba Op. 12
- Walking Faster Op. 19
- Fanfarrea  “Grande Maurice”, para 24 trompetas y percusión. Op. 24

### Obras para Brass Band
- Grand Fanfare Op. 7c

### Obras para Banda Sinfónica
- Grand Fanfare Op. 7a
- Rhapsody for Talents Op. 26

### Obras para Big band
- Concierto para Clarinete and Big Band Op. 9

### Obras para Orquesta
- Grand Fanfare Op. 7b
- Himno para la Academia de Policía de Chacao Op. 14
- “Stunning Trumpet”. Concierto para Trompeta Op. 25,
- Rhapsody for Talents Op. 26a
- Concierto para Clarinete y Big Band Op. 9a

### Bandas Sonoras
- “Maleficio”, serie web. (2008)
- “Redención”, Película Venezolana. (2015)